# Bloomsdale (Misuri)
Bloomsdale es una ciudad ubicada en el condado de Ste. Genevieve en el estado estadounidense de Misuri. En el Censo de 2010 tenía una población de 521 habitantes y una densidad poblacional de 122,96 personas por km².

## Geografía
Bloomsdale se encuentra ubicada en las coordenadas 38°0′53″N 90°13′18″O / 38.01472, -90.22167. Según la Oficina del Censo de los Estados Unidos, Bloomsdale tiene una superficie total de 4.24 km², de la cual 4.21 km² corresponden a tierra firme y (0.55%) 0.02 km² es agua.

## Demografía
Según el censo de 2010, había 521 personas residiendo en Bloomsdale. La densidad de población era de 122,96 hab./km². De los 521 habitantes, Bloomsdale estaba compuesto por el 98.66% blancos, el 0.58% eran afroamericanos, el 0.19% eran amerindios, el 0% eran asiáticos, el 0% eran isleños del Pacífico, el 0% eran de otras razas y el 0.58% pertenecían a dos o más razas. Del total de la población el 0% eran hispanos o latinos de cualquier raza.